# Hodonice (stacja kolejowa)
Hodonice – stacja kolejowa w Hodonicach, w kraju południowomorawskim, w Czechach. Znajduje się na wysokości 240 m n.p.m.
Jest zarządzana przez Správę železnic. Na stacji znajdują się kasy biletowe, na których istnieje możliwość zakupu biletów na wszystkie pociągi w tym międzynarodowe oraz rezerwacji miejsc.

## Linie kolejowe
- 246 Břeclav - Znojmo